# Aulonia
Genre
Aulonia est un genre d'araignées aranéomorphes de la famille des Lycosidae.

## Distribution
Les espèces de ce genre se rencontrent en zone paléarctique.

## Liste des espèces
Selon World Spider Catalog (version 17.0, 03/04/2016) :
- Aulonia albimana (Walckenaer, 1805)
- Aulonia kratochvili Dunin, Buchar & Absolon, 1986

## Publication originale
- C. L. Koch, 1847 : Die Arachniden. Nürnberg, vol. 14, p. 89-210 (texte intégral).